# Olympische Sommerspiele 1976/Wasserspringen
Bei den XXI. Olympischen Sommerspielen 1976 in Montreal fanden vier Wettkämpfe im Wasserspringen statt, je zwei für Frauen und Männer. Austragungsort war die Schwimmhalle im Olympiapark.

## Bilanz

### Medaillenspiegel

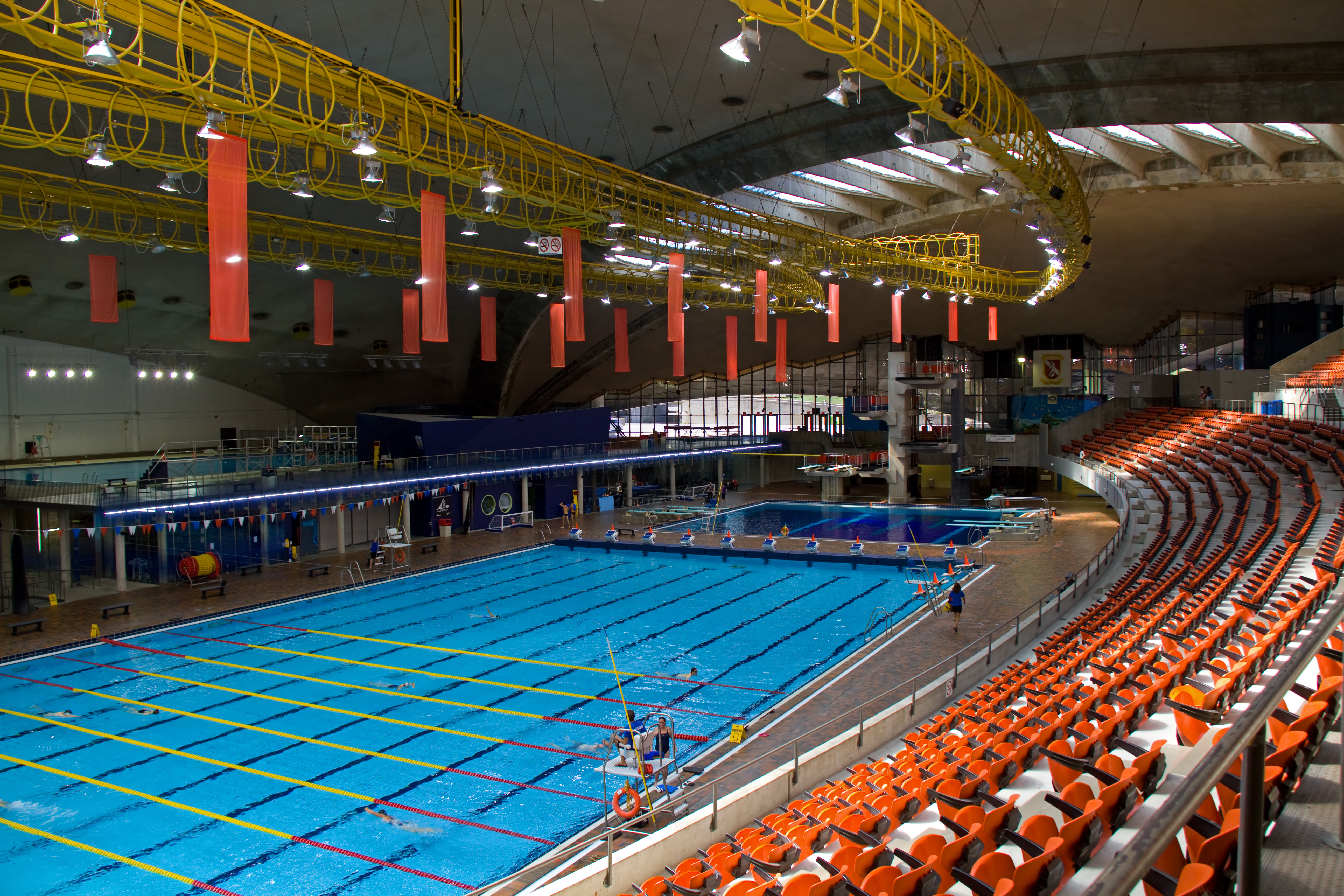
Schwimmhalle

| Platz | Land               | Gold | Silber | Bronze | Gesamt |
| ----- | ------------------ | ---- | ------ | ------ | ------ |
| 1     | Vereinigte Staaten | 2    | 1      | 2      | 5      |
| 2     | Italien            | 1    | 1      | –      | 2      |
| 3     | Sowjetunion        | 1    | –      | 2      | 3      |
| 4     | DDR                | –    | 1      | –      | 1      |
| 4     | Schweden           | –    | 1      | –      | 1      |

### Medaillengewinner
| Konkurrenz        | Gold          | Silber          | Bronze                |
| ----------------- | ------------- | --------------- | --------------------- |
| Kunstspringen 3 m | Philip Boggs  | Franco Cagnotto | Aljaksandr Kassjankou |
| Turmspringen 10 m | Klaus Dibiasi | Greg Louganis   | Uladsimir Alejnik     |

| Konkurrenz        | Gold                  | Silber         | Bronze         |
| ----------------- | --------------------- | -------------- | -------------- |
| Kunstspringen 3 m | Jennifer Chandler     | Christa Köhler | Cynthia Potter |
| Turmspringen 10 m | Jelena Waizechowskaja | Ulrika Knape   | Deborah Wilson |

## Ergebnisse Männer

### Kunstspringen 3 m

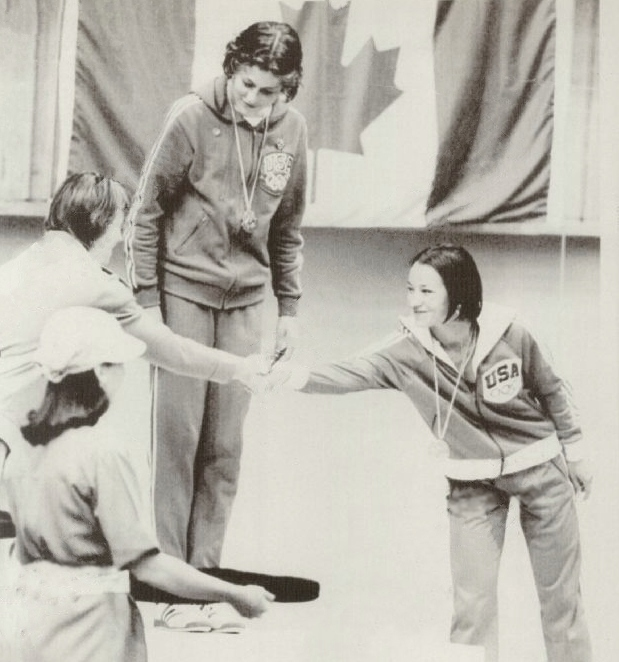
V. l.: Köhler, Chandler, Potter

| Platz | Land | Sportler              | Punkte |
| ----- | ---- | --------------------- | ------ |
| 1     | USA  | Philip Boggs          | 619,05 |
| 2     | ITA  | Franco Cagnotto       | 570,48 |
| 3     | URS  | Aljaksandr Kassjankou | 567,24 |
| 4     | GDR  | Falk Hoffmann         | 553,53 |
| 5     | USA  | Robert Cragg          | 548,19 |
| 6     | USA  | Greg Louganis         | 528,96 |
| 7     | MEX  | Carlos Girón          | 523,59 |
| 8     | ITA  | Klaus Dibiasi         | 516,18 |
|       |      |                       |        |
| 10    | FRG  | Norbert Huda          | 518,88 |
| 13    | GDR  | Frank Taubert         | 493,68 |
| 14    | GDR  | Dieter Waskow         | 491,70 |
| 15    | FRG  | Dieter Dörr           | 491,40 |

Datum: 21. und 22. Juli 1976 

28 Teilnehmer aus 14 Ländern

### Turmspringen 10 m
| Platz | Land | Sportler           | Punkte |
| ----- | ---- | ------------------ | ------ |
| 1     | ITA  | Klaus Dibiasi      | 600,51 |
| 2     | USA  | Greg Louganis      | 576,99 |
| 3     | URS  | Uladsimir Alejnik  | 548,61 |
| 4     | USA  | Kent Vosler        | 544,14 |
| 5     | USA  | Patrick Moore      | 538,17 |
| 6     | GDR  | Falk Hoffmann      | 531,60 |
| 7     | URS  | Dawit Hambarzumjan | 516,21 |
| 8     | MEX  | Carlos Girón       | 513,93 |
|       |      |                    |        |
| 10    | GDR  | Dieter Waskow      | 497,16 |
| 11    | GDR  | Frank Taubert      | 494,95 |
| 12    | AUT  | Niki Stajković     | 486,69 |
| 18    | FRG  | Dieter Dörr        | 438,96 |

Datum: 26. und 27. Juli 1976 

25 Teilnehmer aus 14 Ländern

## Ergebnisse Frauen

### Kunstspringen 3 m
| Platz | Land | Sportlerin         | Punkte |
| ----- | ---- | ------------------ | ------ |
| 1     | USA  | Jennifer Chandler  | 506,19 |
| 2     | GDR  | Christa Köhler     | 469,41 |
| 3     | USA  | Cynthia Potter     | 466,83 |
| 4     | GDR  | Heidi Becker       | 462,15 |
| 5     | GDR  | Karin Guthke       | 459,81 |
| 6     | URS  | Olga Dmitrijewa    | 432,24 |
| 7     | URS  | Irina Kalinina     | 417,99 |
| 8     | USA  | Barbara Nejman     | 365,07 |
|       |      |                    |        |
| 10    | FRG  | Ursula Sapp        | 417,63 |
| 19    | FRG  | Renate Piotraschke | 377,49 |

Datum: 19. und 20. Juli 1976 

27 Teilnehmerinnen aus 14 Ländern

### Turmspringen 10 m
| Platz | Land | Sportlerin            | Punkte |
| ----- | ---- | --------------------- | ------ |
| 1     | URS  | Jelena Waizechowskaja | 406,59 |
| 2     | SWE  | Ulrika Knape          | 402,60 |
| 3     | USA  | Deborah Wilson        | 401,07 |
| 4     | URS  | Irina Kalinina        | 398,67 |
| 5     | CAN  | Cindy Shatto          | 389,58 |
| 6     | CAN  | Teri York             | 378,39 |
| 7     | USA  | Melissa Briley        | 376,86 |
| 8     | GDR  | Heidi Becker          | 365,64 |
|       |      |                       |        |
| 11    | GDR  | Karin Guthke          | 339,00 |
| 16    | FRG  | Renate Piotraschke    | 328,62 |
| 17    | FRG  | Ursula Sapp           | 327,24 |
| 21    | GDR  | Kerstin Krause        | 305,46 |
| 24    | AUT  | Brigitte Duda         | 292,41 |

Datum: 24. und 25. Juli 1976 

25 Teilnehmerinnen aus 12 Ländern